# Freedy Johnston
Freedy Johnston, (Kinsley, Kansas, 1961) is een singer-songwriter uit New York. Sinds de negentiger jaren heeft hij enkele kleine hitjes gescoord. Johnstons nummers gaan vaak over eenzaamheid, gebroken harten en teleurstelling.

## Biografie
Het eerste album van Johnston, "The Trouble Tree" werd uitgebracht in 1990. Johnston verkocht wat landbouwgrond van zijn familie om de opnames van zijn tweede album, "Can You Fly", te kunnen financieren.
Zijn nieuwste productie is een cover-album. My Favorite Waste of Time. Er staan nummers op van Tom Petty, Paul McCartney, Matthew Sweet en The Hollies en uiteraard een cover van My favorite waste of time.
- Gemeinsame Normdatei: 134808630
- International Standard Name Identifier: 0000 0000 5551 9628
- Library of Congress Control Number: no00061585
- MusicBrainz: 466b0935-98c2-44db-bf2b-f8033735b485
- Virtual International Authority File: 38921616
- WorldCat: E39PBJmtwgxm3qDM3VRKbyCWjC